# 알렉산드르 1세
알렉산드르 1세(러시아어: Александр I, 1777년 12월 23일~1825년 12월 1일)는 러시아 제국의 황제(재위 1801년 3월 23일 ~ 1825년 12월 1일)이다. 본명은 알렉산드르 파블로비치 로마노프(러시아어: Александр Павлович Романов)이다. 로마노프 왕조의 10번째 군주다.

## 생애

### 즉위 이전
파벨 1세와 뷔르텐베르크의 소피 도로테아(러시아 이름은 마리아 표도로브나)의 맏아들로 태어났으며, 할머니인 예카테리나 2세의 사랑을 받으며 자라왔다.
예카테리나 2세는 외아들 파벨을 싫어하여 그가 제위의 적합한 후계자가 아니라고 생각하였고, 손자인 알렉산드르에게 제위를 물려주기 위해 자유주의 교육을 시키며 자신이 직접 데려다가 길렀다. 알렉산드르는 그런 그녀의 뜻을 거절하였으나, 예카테리나 2세에 뒤이어 황제가 된 파벨 1세가 그에게 불만을 품은 신하들에 의해 살해되자 반란군의 추대를 받아 황제가 되었다.

### 즉위 이후

#### 비밀 위원회
알렉산드르 1세가 즉위할 당시의 러시아는 표트르 1세 때부터 추구해 온 서구화의 결과로 누적된 문제가 표면화되기 시작했다. 러시아 전통 사회와 정치체제의 기반을 형성하고 있는 것들이 공격과 비판의 대상으로 러시아 전역으로 확산되고 있었던 것이다. 전제군주제가 서구화를 통하여 국력을 강화시키고 행정기구의 개선을 도모하기 위한 정책을 수행하는 동안 계몽주의라는 서구의 사상까지 습득되어, 입헌정치와 권력층의 특권을 제약하는 평등과 자유라는 개념 등이 등장하였다. 특히 농노제에 대한 비판의 목소리는 가장 드세어 더 이상 받아들일 수 없는 사회의 악이라고 여론화되기 시작했다.
이렇게 여러 가지 사회적 요구가 분출되어 기존 질서와의 마찰이 불가피해지자 알렉산드르 1세는 결국 러시아의 전통을 계승하고 수호하는 쪽을 택하였지만 처음에는 국민에 대한 무마책과 더불어 시대의 흐름에 따르려고 노력하였다. 그 해결책으로 러시아 내부의 정치질서를 바로잡는 체계적이고 효과적인 행정기구의 창설을 서둘렀다. 이에 알렉산드르 1세는 그의 젊은 시절 친구인 노보실체프, 스트로가노프, 차르토리스키 등으로 구성된 비(非)공식위원회를 조직하여 여러 차례 회의를 하면서 대대적인 행정개혁을 구성했다.
알렉산드르 1세의 즉위 이후 1805년까지 비공식위원회가 주체가 되어 농노제의 폐지를 검토했다. 그러나 당시 행정부와 일반대중은 이런 개혁에 대해 아직 이해가 부족했을 뿐만 아니라 이와 연관된 여러 가지 어려움이 뒤따랐다. 먼저 농노제의 폐지가 가져올 귀족층의 약화를 현재 실권을 쥐고 있는 귀족들이 허락할 리가 없었고 더욱이 황제 자신도 자신이 특권을 포기하는 자유주의 물결을 쉽게 받아들이기에는 어려움이 많았다. 때문에 회의는 자주 형식적인 것이 되어 버렸고, 1805년 급기야 프랑스와의 전쟁 발발로 러시아의 개혁은 일단 보류되었다. 따라서 농노제는 무수한 반발에도 불구하고 1861년까지 존속할 수밖에 없었다.

#### 스페란스키 개혁
그렇지만 알렉산드르 1세의 집권 초기 몇 해 동안에는 착실한 성과도 있었다. 원로원이 부활되어 최고의 사법 및 행정기관으로 바뀌어 황제의 권한을 어느 정도 견제하였다. 또 하나의 중요한 결실은 근대적인 관료제의 도입이었다. 이것은 표트르 1세에 의해 창설되어 예카테리나 2세 시대에 폐지된 합좌제(콜레지아)에 대치된 것이다. 1802년부터 몇 년 동안 각 부서를 1명의 장관이 책임지는 현재의 체제와 흡사한 관료제도를 확립시킨 것이다. 처음에는 법무부, 외무부, 재무부, 국방부, 상업부 그리고 문교부가 있었으나 나중에 상업부가 폐지되고 경찰부가 새로 구성되었다.

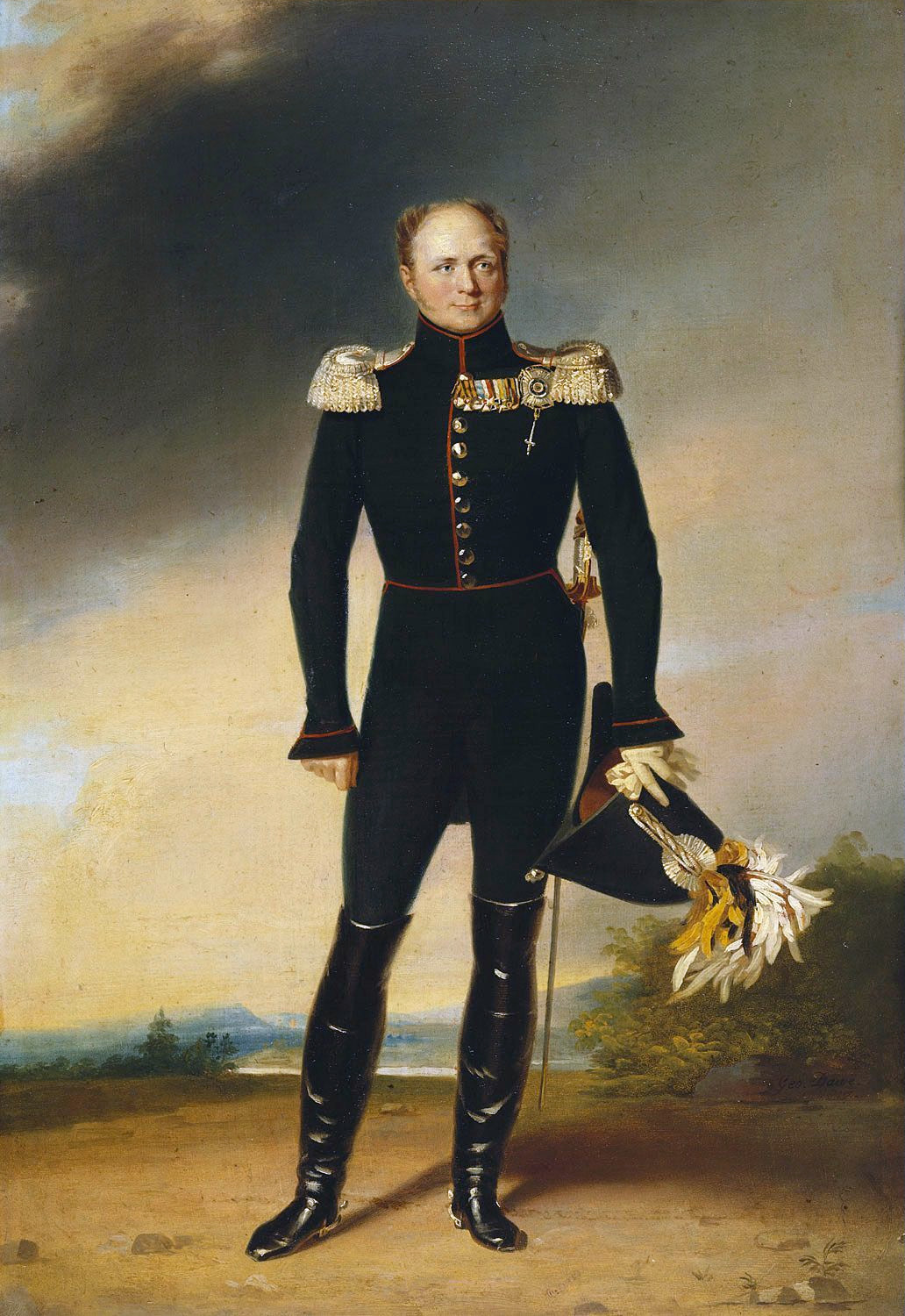
에르미타쥬 박물관에 있는 알렉산드르 1세의 초상화

#### 나폴레옹 포위망
1801년 알렉산드르 1세는 프랑스의 나폴레옹 보나파르트의 끝없는 야심을 두려워하여 1804년 영국이 주도하는 대(對)프랑스동맹에 가담하여 전쟁에 직접 참가하였다. 당시 러시아가 반(反)프랑스 세력에 가담하게 된 것은 영국과의 경제적 유대, 오스트리아 제국과의 전통적 우호관계, 그리고 프랑스에 대한 전통적 적대 감정 등이 고려된 결정이었다. 또 한 가지 이유로 알렉산드르 1세는 오래전부터 나폴레옹을 위험 인물로 생각해 왔으며, 그 나름대로 유럽의 새로운 질서 체계와 연관지은 몇 가지 구상을 하고 있었기 때문이었다. 이후 1805년 오스트리아, 러시아, 스웨덴의 연합군이 그레이트 브리튼 아일랜드 연합 왕국에 가담하여 프랑스와 동맹국인 에스파냐와 충돌하면서 대접전이 벌어졌다. 그 해 12월 오스트리아와 러시아 연합군은 아우스테를리치(Battle of Austerlitz)에서 프랑스군과 격돌하여 참패를 당했다. 오스트리아는 아우에르슈테트 전투(Battle of Auerstadt)에서 큰 타격을 받고 전쟁을 포기했지만 러시아는 계속 전쟁을 수행하여 1806년 프로이센 왕국을 새로운 동맹국으로 맞이했다. 그러나 프로이센이 예나(Battle of Jena)에서 프랑스에게 무참하게 격파당했고 러시아도 프리틀란트(Battle of Friedland)에서 대패를 당하고 말았다. 알렉산드르 1세는 재빨리 정책을 변경하여 나폴레옹과 강화협정을 맺고 1807년 6월 25일 틸지트에서 프로이센과 함께 프랑스와 화해 조약을 체결했다. 그 결과 결국 프로이센을 2등국으로 격하시켰지만 러시아의 경우는 사정이 달랐다. 러시아는 동유럽 거의 대부분의 지도자적 위치에 있었으며 프랑스를 제외하고는 유럽 대륙의 최강대국으로 대두되어 있었다. 알렉산드르 1세는 나폴레옹을 지지하여 그레이트 브리튼 아일랜드 연합 왕국과 맞서면서 프랑스와 잠정적 화해관계로 안심하고 기타 상대국들과 전쟁을 할 수 있었다. 그 결과 러시아는 국경을 더욱 확대시킬 수 있었으며 1803년과 1810년 사이에는 지배권이 서부의 그루지야 지방에까지 이르렀다.

#### 대륙 봉쇄(Continental System)
그러나 프랑스의 대륙봉쇄령 발표와 함께 양국은 다시 한 번 첨예하게 대립하기 시작했다. 영국을 고립시키기 위한 대륙봉쇄령은 유럽의 무역을 마비시켜 유럽 각국은 프랑스에게 많은 불만을 나타내었다. 더욱이 러시아는 농업국가라서 매년 많은 양의 곡물을 영국으로 수출해 왔기 때문에 대륙봉쇄령으로 수출선이 끊기자 대지주인 귀족들이 가만히 있을 리가 없었다. 그 밖에도 알렉산드르 1세와 나폴레옹 사이에 서로를 위험시하고 적대시하는 개인적인 감정과 양국의 외교적 팽창 다툼 등이 1812년 평화를 깨는 주된 요인이 되고 말았다. 또한 유럽을 제패한 나폴레옹에게 있어 러시아 제국의 광활한 영토가 탐이 났을뿐더러 점점 남진해 내려오는 러시아가 눈엣가시처럼 보였다.

#### 조국 전쟁

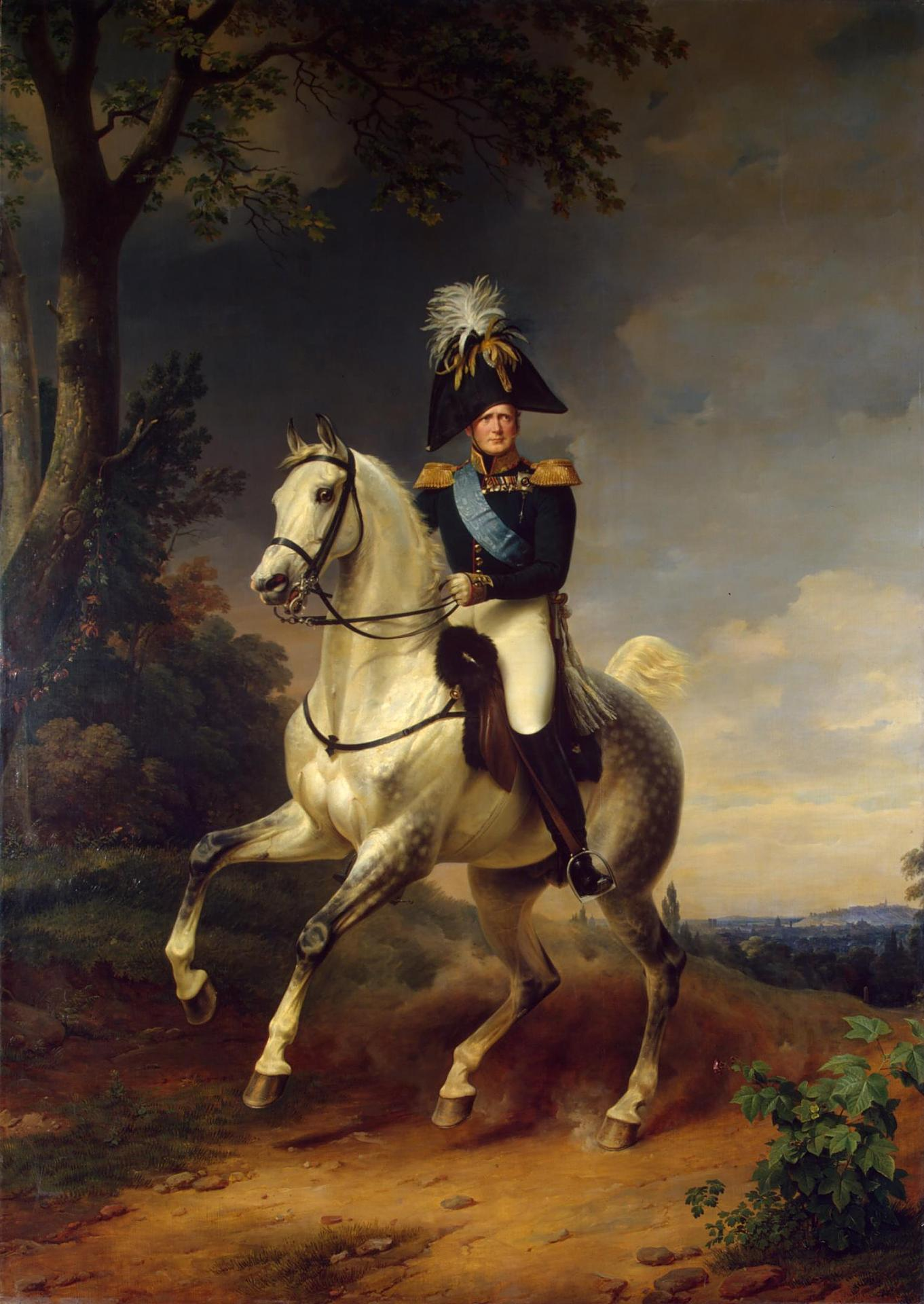
알렉산드르 1세의 기마 초상화 (1812)

1812년 6월, 드디어 프랑스는 러시아를 침공했다. 프랑스군 15만 명과 오스트리아, 프로이센 등 12개국의 원군으로 구성된 60만 대군을 이끌고 진격을 개시했다. 병력을 각각 라트비아, 벨라루스, 우크라이나 국경 지역으로 나누어 총공세의 형태를 취했다. 한편 러시아는 서둘러 오스만 제국과 평화 조약을 체결하고 스웨덴 및 그레이트 브리튼 아일랜드 연합 왕국과도 동맹을 맺었다. 그리고 서부 국경 지대에 있던 20만 명의 군사들을 3개 부대로 나누어 프랑스군과 맞서게 배치했다. 나폴레옹은 병력 수나 경험 면에서 러시아보다 훨씬 우수하다고 생각했으므로 러시아의 방어선을 쉽게 무너뜨릴 수 있다고 판단했으나 그의 판단은 완전히 빗나갔다. 알렉산드르 1세의 계획은 장기전으로 초기에는 방어전을 펴고 서서히 서부에서 동부쪽으로 후퇴하는 것이었다. 그리고 기회만 있으면 프랑스군을 기습 공격해 피해를 입혔다. 러시아는 1차적으로 스몰렌스크를 근거지로 프랑스군의 진격을 지연시켰다. 장교와 병사들, 그리고 시민들이 모두 단결하였다. 고육지책으로 강구한 것이 초토화 작전이었다. 프랑스군의 수중에는 아무것도 들어갈 수 없도록 후퇴를 거듭하면서 식량과 가옥을 모조리 태워버렸다. 그리고 항상 일부 병력을 매복대로 남겨두어 프랑스군을 기습공격했다. 그 결과 스몰렌스크 전투에서 프랑스군은 2만 명 이상이 희생되었다.
러시아는 전열을 재정비하여 총사령관으로 미하일 쿠투조프 공작을 새로이 임명했다. 수보로프의 제자이자 그의 추종자인 쿠투조프는 후퇴작전에 동의를 했지만 일방적인 후퇴를 원하지는 않았다. 특히 나폴레옹이 모스크바로 접근해 오자 그는 옛 수도인 모스크바를 싸움 한번 하지 않고 나폴레옹에게 내어준다는 것은 옳지 못하다고 생각했다. 그래서 모스크바의 서쪽 보로지노 촌락을 방어기지로 설정하고 나폴레옹과의 대결전을 계획했다. 보로지노의 지형적 조건은 병력 이동로가 매우 좁기 때문에 프랑스군이 종대로 공격할 수밖에 없음을 이용하기로 생각한 것이다.
쿠투조프는 12만 병력을 분산 배치하여 최대한 적군의 이동로에 근접시켜 후방을 기습 공격하도록 방어대형을 편성했다. 그래서 프랑스군이 동요되면 즉시 전방에 배치된 600여 문이 넘는 대포로 포격했다. 이렇듯 철저한 방어망에 부딪힌 프랑스군은 진격을 쉽게 하지 못했다. 1812년 9월 5일에 벌어진 야간전투가 도화선이 되어 쌍방의 전투는 치열해지기 시작했다. 러시아군은 프랑스군을 공격하고 후퇴하는, 이른바 치고 빠지기 전법을 폈고 프랑스군은 전형적인 공격전법을 사용했다. 따라서 시간이 갈수록 프랑스군의 피해가 늘어났다. 나폴레옹은 일단 공격을 중지시키고 전열을 재정비했다. 다음날 이른 새벽 포 사격을 공격 신호로 하여 총공격전이 시작되었다. 프랑스군이 러시아군의 왼쪽 방어선을 공격하자 러시아군은 혼신의 힘을 다하여 막았다. 프랑스의 8번째 공격으로 러시아의 바크라치온 장군이 치명상을 입게 되자 방어전이 흔들리기 시작해 결국 왼쪽 방어선이 점령당했다. 그러나 프랑스군도 피해가 상상외로 컸기 때문에 더 이상 진군할 수는 없었다. 보로지노 전투는 역사상 유례를 찾기 힘들 정도로 처절한 격전이었다. 또 하루 동안 진행된 전투에서 러시아군은 4만여 명이나 전사했으며 프랑스와 동맹국 측에서는 6만 명에 가까운 사상자가 나왔다. 바크라치온 공작과 그 밖의 유명한 지휘관들이 죽거나 다치는 등 사망자 중에는 다수의 장군과 수천 명의 장교들이 포함되어 있었다. 해가 질 무렵 러시아 진영의 중앙과 왼쪽은 프랑스군에게 격파당했지만 오른쪽은 끝까지 버텨냈다. 그러나 쿠투조프는 전투를 중지하고 모스크바의 남동쪽으로 후퇴하기로 결정했다.
9월 14일 프랑스군은 모스크바에 입성했다. 모스크바 정복이 곧 러시아의 정복이라고 생각했던 나폴레옹은 당황하지 않을 수 없었다. 일단 나폴레옹은 크레믈린 궁전을 총본부로 삼고 전군을 분산시킨 뒤 밤이 깊어서야 잠자리에 들었다. 그러나 몇 시간 후 모스크바에 큰 화재가 일어났다. 삽시간에 불길이 번져 크레믈린 궁전에까지 옮겨 붙었다. 프랑스군은 필사적으로 진화작업을 폈으나 사방에서 일어나는 불길을 잡기에는 역부족이었다. 모스크바 대화재의 원인에 대해서는 여러 가지 이야기가 있지만 가장 신빙성이 있는 설로는 프랑스 병사들이 민가에 들어가 식량을 약탈할 때 불이 붙은 등불을 그대로 두었다가 민가에 옮겨 붙게 되었다는 설과 다른 하나는 모스크바의 수비 책임자인 로스토프친이 프랑스를 괴롭힐 목적으로 죄수들을 석방시켜 곳곳에 방화했다는 설이다.
프랑스군이 애써 고생하며 겨우 정복한 모스크바가 하루도 안 되어 거의 불타 잿더미가 되었으므로 병사들이 숙영할 집도 없게 되었고 식량도 계속 모자랐다. 게다가 추위는 예년에 비해 더욱 혹독했다. 그래도 나폴레옹은 이제 모스크바를 점령했으니 알렉산드르 1세가 화평을 청해올 것이라 예상하고 있었다. 그러나 알렉산드르 1세는 미동도 하지 않았고 그동안 추위는 더욱 극심해져 프랑스군 내에서 얼어죽는 자가 속출했다. 거꾸로 부하를 보내 알렉산드르 1세에게 강화를 구했으나 묵살당했다. 사태가 갈수록 나빠지자 프랑스군은 어쩔 수 없이 마침내 1개월 만에 퇴각을 결정했다. 계속되는 혹한과 배고픔에 떨던 프랑스 병사들은 죽은 전우의 옷을 빼앗아 입고 죽은 말을 뜯어먹으며 퇴각을 했다. 그러한 때에 기회를 노리던 러시아 기마병들이 출동하여 기습작전으로 협공을 가했다. 또한 곳곳에서 농민 파르티잔이 들고 일어나 앞길을 막고 공격해왔다.
나폴레옹은 가능하면 선발대가 이미 통과한 길을 피하고 물자가 있을 만한 다른 길을 택하여 퇴각하려 했다. 하지만 이미 눈치챈 러시아군의 기습으로 더욱 곤경에 빠지는 결과를 빚었다. 결국 더 이상 버티기 어렵다고 판단한 나폴레옹은 11월 초에 군대를 해산하고 자유행동을 취하게 하였다. 그리하여 그해 말 나폴레옹이 본국인 프랑스로 돌아올 때는 출발 당시 60만 대군 중에 겨우 3만 명의 패잔병이 귀국할 수 있었다.

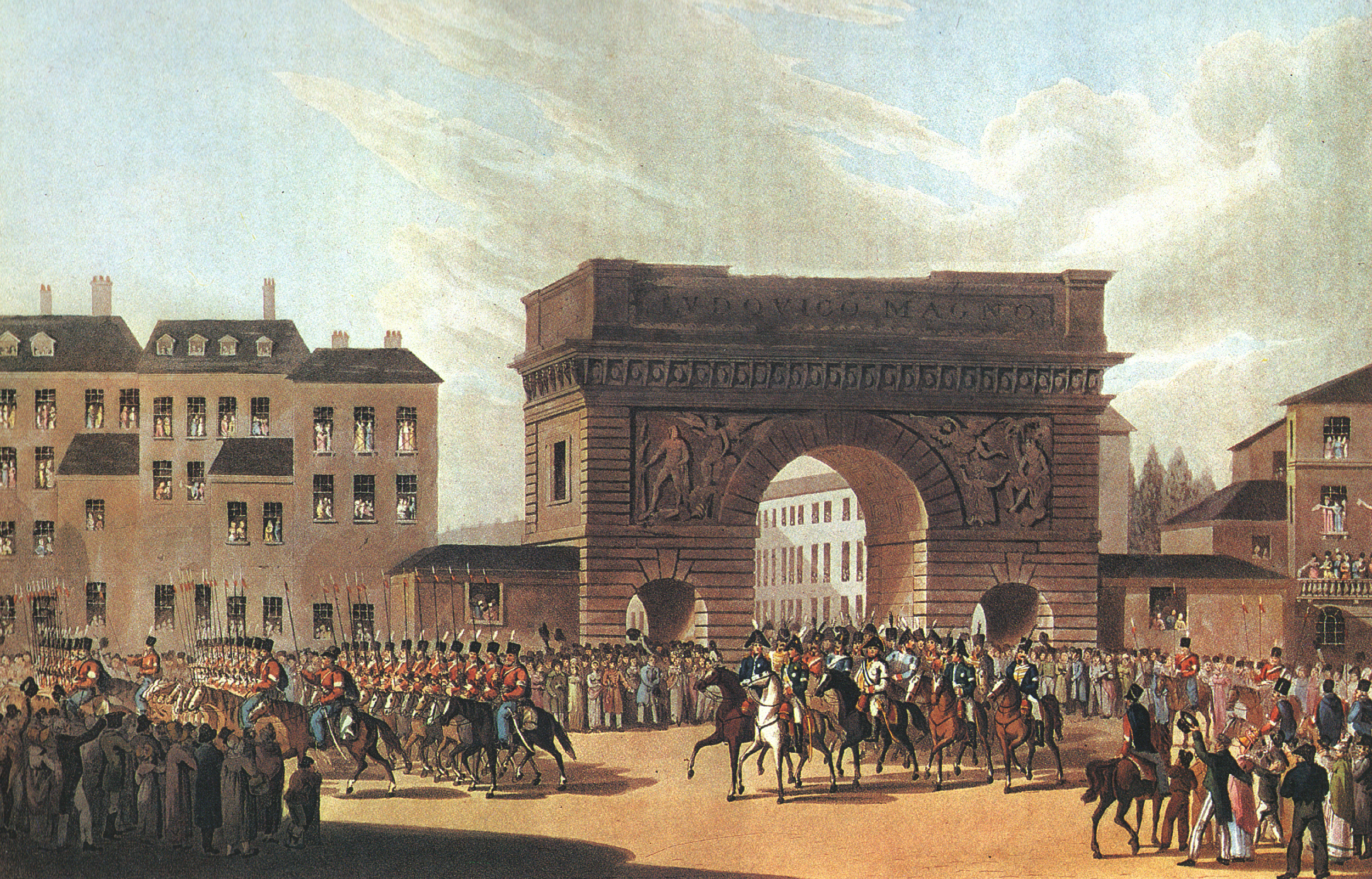
1814년 러시아군의 파리 입성

1813년에 쿠투조프는 죽었으나 러시아군은 황제를 따라 프랑스군을 계속 추격했다. 1814년 3월 러시아군은 마침내 파리에 입성했다. 나폴레옹은 퇴위되어 엘바섬에 유배되고 알렉산드르 1세는 나폴레옹을 격파한 일동 공로를 인정받으며 전후 처리의 주역으로 활약했다. 1815년 빈 회의에서 알렉산드르 1세는 기독교의 정의와 사랑을 내세우며 신성 동맹을 제창하며 유럽의 복고 반동에 앞장섰다. 그 부산물로서, 나폴레옹이 세운 바르샤바 공국을 양도받아 폴란드 왕국을 부활시키고 그 왕을 겸인하는 소득도 얻었다. 1812년의 나폴레옹 격퇴 전쟁은 러시아에서는 ‘조국 전쟁’으로 불린다. 영웅적인 투쟁으로 외세의 침략으로부터 조국을 방어하고 1813년~1814년의 원정 싸움에서까지 대승리를 일구어내는 과정에서 러시아인들의 민족 의식은 급속도로 고양됐다. 러시아의 작가와 음악가, 화가 등 예술가들은 조국 전쟁에서 모티프를 얻어 많은 예술 작품을 남겼다.

### 말년
대프랑스 전쟁 후 알렉산드르 1세는 전 육군 장관 아락체예프에게 국내 정치를 일임하고 국제 정치에 몰두하면서 신비주의에 탐닉했다. 아락체예프는 자유주의자들을 물리치고 반동 정치로 일관하여 국민들의 원성을 샀다. 1825년 11월 19일 알렉산드르 1세는 흑해 연안의 요양지인 타간로크에서 급사했다. 워낙 갑작스럽고 비밀스러운 죽음이었기 때문에 한동안 그가 죽음을 가장하여 제위를 버리고 수도원에 들어가 종교에 헌신하고 있다는 소문이 국민들 사이에 널리 퍼지고, 알렉산드르 1세를 자칭하는 가짜가 나타나기도 하였다. 그에게는 본부인 사이의 자녀가 어려서 죽어 동생인 니콜라이 1세가 제위를 이었다.

## 자녀
- 엘리자베타 알렉세예브나(1779 ~ 1826)
  - 마리아 알렉산드로브나(1799 ~ 1800)
  - 옐리자베타 알렉산드로브나(1806 ~ 1808)
- 소피아 세르게예브나 브세볼로즈스카야
  - 니콜라이 예프게니예비치 루카시(1796 ~ 1868)
- 마리아 나리시킨(1779 ~ 1854)
  - 제나이다(1806 ~ 1810)
  - 소피아(1808 ~ 1824)
  - 에마누엘(1813 ~ 1901)
- 마르게리트 조르주스(1787 ~ 1867)
  - 마리아 알렉산드로브나 파리즈스카야(1814 ~ 1874)
- 생모 불명
  - 빌헬미네 알렉산드리네 파울리네 알렉산드로프(1816 ~ 1863)
- 베로니카 드지에르자노스카
  - 구스타프 에흐렌베르크(1818 ~ 1895)
- 바르바라 투르케스토바
  - 마리아 투르케스토바(1819 ~ 1843)
- 마리아 이바노브나 카타차로바
  - 니콜라이 바실리예비치 이사코프(1821 ~ 1891)

## 같이 보기
- 알렉산드르 1세의 정부 개혁

## 참고 문헌
- Аммон Ф. Г. В фаворе у кесаря: Александр I и Аракчеев

| 전임 파벨 1세 | 러시아 황제 1801년 3월 23일 ~ 1825년 12월 1일 | 후임 니콜라이 1세 |

| 전임 쿠스타 4세 아돌프 | 핀란드 대공 1809년 ~ 1825년 | 후임 니콜라이 1세 |

| 전임 스타니스와프 아우구스트 포니아토프스키 (스타니슬로바스 아우구스타스 포니아토브스키스) | 폴란드 국왕 리투아니아 대공 1815년 ~ 1825년 | 후임 미코와이 1세 (니콜라유스 1세) |